# Big Brother 2020
Big Brother Sverige 2020 var den 11 svenska säsongen av realityformatet Big Brother.
Den 24 september 2019 meddelade TV4 att de återupplivade TV-programmet med premiär våren 2020. Premiär var den 10 februari 2020.
Huset låg i Telestaden i Farsta. Deltagarna fick tillbringa 99 dagar inne i huset till skillnad från 2015 års säsong där deltagarna tillbringade 71 dagar i huset. Säsongen vanns av den 25-årige lastbilschauffören Sami Jacobsson från Köping.
| Deltagare                   | Ålder | Stad                    | Yrke                                    | In i huset (dag) | Lämnade huset (dag)         |
| --------------------------- | ----- | ----------------------- | --------------------------------------- | ---------------- | --------------------------- |
| Alex Manzizila              | 31    | Bandhagen               | Stödlärare                              | 1                | 64 (utröstad av tittarna)   |
| Amilia Stapelfeldt          | 25    | Lilla Essingen          | Talangscout på SPLAY                    | 1                | 71 (utröstad av tittarna)   |
| Antonia Johnson             | 28    | Bandhagen               | Youtuber                                | 1                | 22 (utröstad av tittarna)   |
| Daniel Glasman              | 37    | Lilla Essingen          | Kommunikation och nattklubb             | 1                | 50 (utröstad av tittarna)   |
| Lisa Engh                   | 37    | Viksjö, Järfälla kommun | Lärarassistent                          | 1                | 29 (utröstad av tittarna)   |
| Isabel Pereira              | 24    | Södermalm               | Jobbar i klädbutik                      | 1                | 4 (regelbrott)              |
| Jasmine Armstrong           | 26    | Halmstad/Göteborg       | Butiksäljare och lärarvikarie           | 1                | 99 (tredjepristagare)       |
| Julia Löfgren               | 29    | Vega, Haninge kommun    | Driver en nagelsalong                   | 1                | 85 (utröstad av tittarna)   |
| Kim Kamal                   | 21    | Uppsala                 | Makeupartist, hårstylist och influenser | 1                | 4 (regelbrott)              |
| Mergim Feka                 | 21    | Hässleholm              | Bartender och jobbar på lager           | 1                | 96 (utröstad av tittarna)   |
| Patrik "Patzy" Svensson     | 51    | Göteborg                | Verksamhetschef och kock                | 1                | 19 (medicinska skäl)        |
| Sami Jakobsson              | 25    | Köping                  | Lastbilschaufför                        | 1                | 99 (vinnare)                |
| Jessica Pamlin              | 23    | Vendelsö                | Youtuber                                | 5                | 8 (personliga skäl)         |
| Lennie Hansson              | 36    | Sundsvall               | Inköpare                                | 6                | 99 (andrapristagare)        |
| Martin Forsten              | 30    | Åkersberga              | Snickare                                | 8                | 78 (utröstad av tittarna)   |
| Victoria Klöfver Rama       | 22    | Östersund               | Flygvärdinna                            | 15               | 57 (utröstad av tittarna)   |
| Joakim Lundell              | 34    | Norrköping              | Youtuber & artist                       | 22               | 24 (mullvad)                |
| Izabella Andersson Acimovic | 26    | Motala                  | Marknadsföring                          | 26               | 32 (utröstad av deltagarna) |
| Frida Skoglund              | 29    | Karlstad/Oslo           | Servitris                               | 29               | 92 (utröstad av tittarna)   |
| Philip Wesselhoff           | 24    | Göteborg                | Personlig assistent                     | 29               | 36 (utröstad av tittarna)   |